# Batokunku
Batokunku (Schreibvarianten: Bato Kunku, Batukunku) ist eine Ortschaft im westafrikanischen Staat Gambia.
Nach einer Berechnung für das Jahr 2013 leben dort etwa 512 Einwohner, das Ergebnis der letzten veröffentlichten Volkszählung von 1993 betrug 230.

## Geographie
Batokunku liegt im Distrikt Kombo South in der West Coast Region am Atlantischen Ozean, rund 1,5 Kilometer nordwestlich von Tujereng und drei Kilometer südlich von Tanji entfernt.
Der Ort liegt unmittelbar an der Coastal Road, die die Kombo-St. Mary Area mit den südlichen Orten an der Küste verbindet.

## Kultur
In Batokunku befindet sich das privat betriebene Mama Africa Women’s Museum and Art Centre.

## Wirtschaft
Im Januar 2009 wurde durch private Initiative eine 150-KW-Windkraftanlage aufgestellt, sie gilt als erste Windenergieanlage Westafrikas. Die Anlage mit dem 30 Meter hohen Gittermast versorgt den Ort mit Strom. Die Anlage, mit einer gesamten Höhe von 41 Meter und einem Durchmesser von 27 Meter, ist von der dänischen Bonus gebaut worden. Sie wurde gebraucht erworben und stand vorher im dänischen Nysted. Mittels eines Containers ist sie von Hamburg aus über den Seeweg im Frühjahr 2006 in Gambia angekommen. Die finanziellen Mitteln dazu wurden durch einen deutschen Ingenieur, der seinen Wohnsitz nach Gambia verlegt hatte, in Deutschland durch Spenden gesammelt. Die Verhandlungen mit dem örtlichen Stromversorger National Water and Electricity Company (NAWEC) verliefen schwieriger als zunächst geplant.
Seit die Verhandlungen positiv abgeschlossen wurden, zahlt der Stromversorger für jede Kilowattstunde 80 Prozent des Endverbraucherpreises, liefert die Anlage Energie und bringt einen gewissen Wohlstand für den ganzen Ort. Im März 2009 lieferte sie beispielsweise 35.000 Kilowattstunden. Der Ort und die Anlage sind ein Prestigeobjekt geworden, seitdem hat Gambia das Windkraftanlagen-Fieber gepackt, den Staatsgästen wird die Anlage vorgeführt und andere Ort wollen sich auch eine vergleichbare Anlage anschaffen.